# Phellinus coffeatoporus
Phellinus coffeatoporus är en svampart som beskrevs av Kotl. & Pouzar 1979. Phellinus coffeatoporus ingår i släktet Phellinus och familjen Hymenochaetaceae.   Inga underarter finns listade i Catalogue of Life.